# The Very Best of Bonnie Tyler Volume 2.
Az 1993-as válogatáslemez folytatása, amely mérsékeltebb sikert aratott a német nyelvű országokban, mint elődje.

## A kiadványról
A kiadvány csak a német nyelvű országokban jelent meg a Sony Music/CBS kiadó gondozásában akkor, amikor a német BMG is kiadott egy válogatást Tylertől Comeback Single Collection címmel.
A lemez 1994 ötödik hetében jelent meg. A kiadó a megjelenéstől számítva 2 hónapon keresztül intenzív reklámkampánnyal hirdette a lemezt a televízióban és a rádióban.
A válogatás a Very Best Of vol 1. sikereit nem szárnyalta túl. Németországban és Svájcban 9 hétig szerepelt az eladási listán, Ausztriában azonban csak két hétig. Köszönhető ez talán annak, hogy Bonnie Tyler addigi legjobb dalait egymásra halmozták a Volume 1. kiadványon, így erre a lemezre már nem sok toplistás dal jutott, kivéve talán a Have You Ever Seen the Rain? és a The Best címűeket, amelyek kicsit feldobják az album hangulatát. Ráadásul ez a korong nem tartalmazott a három Dieter Bohlen albumról egy dalt sem, valamint új felvételt sem. Sok hetvenes évekbeli dalt tartalmaz, amelyek azonban feledésbe merültek a kilencvenes évek elején hódító euro-disco popzenei irányzat elterjedése miatt.

## Volume 1.
The Very Best of Bonnie Tyler Volume 1.

## Dalok
| #  | Dalcím                         | Zeneszerző          | Producer            | Hossz |
| -- | ------------------------------ | ------------------- | ------------------- | ----- |
| 1  | Notes from America             | Desmond Child       | Desmond Child       | 4:55  |
| 2  | Have You Ever Seen the Rain?   | John Fogerty        | Jim Steinman        | 4:09  |
| 3  | The Best                       | Holly Knight        | Desmond Child       | 4:20  |
| 4  | To Love Somebody               | Gibb Brothers       | desmond Child       | 5:50  |
| 5  | Heaven                         | R. Scott / S. Wolfe | R. Scott / S. Wolfe | 3:00  |
| 6  | A Natural Woman                | R. Scott / S. Wolfe | R. Scott / S. Wolfe | 3:47  |
| 7  | Don't Turn Around              | Holly Knight        | desmond Child       | 4:25  |
| 8  | My Guns Are Loaded             | R. Scott / S. Wolfe | R. Scott / S. Wolfe | 3:50  |
| 9  | Wild Side of Life              | R. Scott / S. Wolfe | R. Scott / S. Wolfe | 4:15  |
| 10 | Here She Comes                 | Giorgio Moroder     | Giorgio Moroder     | 3:45  |
| 11 | No Way to Treat a Lady         | Bryan Adams         | Jim Steinman        | 5:40  |
| 12 | Faster Than The Speed Of Night | Jim Steinman        | Jim Steinman        | 6:45  |
| 13 | Lovers Again                   | Desmond Child       | Desmond Child       | 4:35  |
| 14 | More than a Lover              | R. Scott / S. Wolfe | R. Scott / S. Wolfe | 4:25  |
| 15 | A Whiter Shade of Pale         | R. Scott / S. Wolfe | R. Scott / S. Wolfe | 4:48  |
| 16 | Piece of my Heart              | Janis Joplin        | R. Scott / S. Wolfe | 3:50  |

## Toplista
The Very Best of Bonnie Tyler Volume 2.
| Pozíció | Slágerlista | Minősítés | Hét |
| 39      | Németország | -         | 9   |
| 38      | Ausztria    | -         | 2   |
| 22      | Svájc       |           | 9   |